# Joël Willecke
Joël Willecke (* 23. November 2003 in Aarau) ist ein Schweizer Handballspieler.

## Karriere

### Im Verein
Joël Willecke spielte bereits in der Jugend für den HSC Suhr Aarau und darauf mit der 1. Mannschaft in der 1. Schweizer Liga. Zur Saison 2025/26 wechselte er zum deutschen Bundesligisten TBV Lemgo.

### In Auswahlmannschaften
Mit der Schweizer Nationalmannschaft nahm er an der Europameisterschaft 2024 teil und belegte mit dem Team den 21. Rang. An der Weltmeisterschaft 2025 bestritt er fünf Spiele und erreichte mit der Auswahl den 11. Platz.